# Роджерс, Брендан
Бре́ндан Ро́джерс (англ. Brendan Rodgers; род. 26 января 1973, Карнлох, Антрим) — североирландский футболист и тренер.
Роджерс начал карьеру футболиста на позиции защитника в клубе «Баллимена Юнайтед». Здесь он играл до 18 лет, после чего перешёл в «Рединг». Но уже в 20 лет был вынужден завершить карьеру из-за генетических проблем с коленом. После этого начал тренерскую карьеру. Был главным тренером клубов «Уотфорд», «Рединг», «Суонси Сити», «Ливерпуль», «Селтик» и «Лестер Сити».

## Карьера игрока
Роджерс выступал за североирландский клуб «Баллимена Юнайтед», а также за английский «Рединг», но из-за травмы вынужден был завершить карьеру профессионального игрока в возрасте 20 лет.

## Тренерская карьера

### Начало карьеры
В 1995 году Роджерс стал главным тренером молодёжной Академии «Рединга».
В сентябре 2004 года к Роджерсу обратился Жозе Моуринью, после чего Брендан был назначен главным тренером молодёжного состава «Челси». В 2006 году Роджерс стал главным тренером резервной команды «Челси».
24 ноября 2008 года Роджерс был назначен главным тренером «Уотфорда», выступавшего в Чемпионате Футбольной лиги.
После отставки Стива Коппелла Роджерс назывался в числе фаворитов на пост главного тренера «Рединга». Однако сам Брендан публично заявил, что сконцентрирован только на работе с «Уотфордом». Однако после окончания сезона 2008/09 Роджерс принял предложение «Рединга», и 5 июня 2009 года был назначен главным тренером клуба.

### «Суонси Сити»

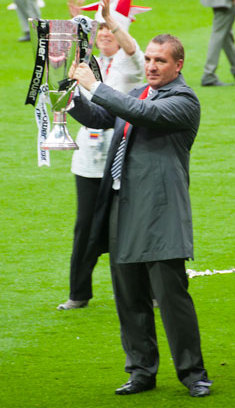
Роджерс после победы в финале плей-офф Чемпионшипа

Роджерс был назначен главным тренером «Суонси Сити» 16 июля 2010 года. 4 марта 2011 года был признан «тренером месяца» в Чемпионате Футбольной лиги в феврале, выиграв пять из шести матчей в этом месяце. 25 апреля 2011 года обеспечил участие «Суонси Сити» в плей-офф Чемпионшипа после того, как его команда обыграла «Ипсвич Таун» со счётом 4:1. 16 мая в полуфинале плей-офф «Суонси» обыграл «Ноттингем Форест», а 30 мая в финале победил «Рединг», что обеспечило его команде выход в Премьер-лигу сезона 2011/12.
17 сентября 2011 года одержал свою первую победу в Премьер-лиге, когда «Суонси Сити» обыграл «Вест Бромвич Альбион» на стадионе «Либерти» со счётом 3:0. По итогам сезона «Суонси» занял 11 место, что для клуба являлось большим успехом, как для первого сезона в Премьер-лиге. В январе 2012 года Роджерс был признан тренером месяца.
30 мая 2012 года «Суонси» официально подтвердил, что Роджерс решил покинуть пост главного тренера валлийской команды и отправиться на работу в «Ливерпуль».

### «Ливерпуль»
30 мая 2012 года появилась информация, что Роджерс согласился возглавить «Ливерпуль» вместо уволенного в конце сезона Кенни Далглиша. На следующий день «Суонси» и «Ливерпуль» сумели договориться о сумме компенсации за переход Роджерса в другой клуб, также клубы заключили соглашение, запрещающее трансферы между двумя клубами на протяжении следующих 12 месяцев. 1 июня 2012 года Брендан Роджерс официально возглавил мерсисайдский клуб. Старт для «красных» начался катастрофически: за пять игр команда проиграла трижды и два раза сыграла вничью. Это худший старт за последние 100 лет клуба. 29 сентября Брендан одержал свою первую победу на посту главного тренера «Ливерпуля» в Премьер-лиге, переиграв «Норвич Сити» 5:2. В первом сезоне под руководством Роджерса «Ливерпуль» выступал крайне нестабильно и занял лишь 7-е место по итогам сезона.
Следующий сезон выдался куда удачнее. Команда, играя без Луиса Суареса, одержала три победы подряд с одинаковым счётом на старте чемпионата. Особенно запоминающейся выдалась победа над «Манчестер Юнайтед». Гол забил Дэниел Старридж, у которого в день матча был день рождения, а на следующий день после победы исполнялось сто лет со дня рождения великого тренера «Ливерпуля» Билла Шенкли. Команда показывала отличную игру. По мнению многих, это был лучший старт сезона за последние несколько лет. К Рождеству «Ливерпуль» занимал 1-е место. До последнего тура «Ливерпуль» боролся за чемпионство, однако в матче 36-го тура в важнейшем матче подопечные Роджерса уступили «Челси», а затем потеряли очки в игре с «Кристал Пэлас» и по итогам сезона завоевали лишь серебряные медали, на два очка отстав от ставшего чемпионом «Манчестер Сити».
Однако следующий сезон вновь получился неудачным для «Ливерпуля»: после ухода своего лидера Луиса Суареса команда вновь не смогла попасть в зону Лиги чемпионов, а также потерпела неудачи во всех остальных турнирах. 4 октября 2015 года, через несколько часов после мерсисайдского дерби с «Эвертоном» (1:1), официальный сайт «Ливерпуля» объявил об отставке Брендана Роджерса с поста главного тренера клуба.

### «Селтик»
20 мая 2016 года Роджерс стал главным тренером шотландского «Селтика», подписав контракт сроком на один год. В этом клубе Брендан выиграл свои первые трофеи в тренерской карьере: на протяжении первых двух сезонов «кельты» делали так называемый «внутренний требл», одерживая победы во всех трёх национальных турнирах (чемпионате, Кубке и Кубке лиги). При этом в 2017 году «Селтику» впервые в истории удалось пройти весь турнирный путь в чемпионате, не потерпев при этом ни одного поражения (из 20 матчей победы были одержаны в 19 и лишь один матч закончился вничью). Третий сезон в команде Роджерс не доработал до конца, однако уже после его ухода команда вновь сумела выиграть чемпионский титул.

### «Лестер Сити»

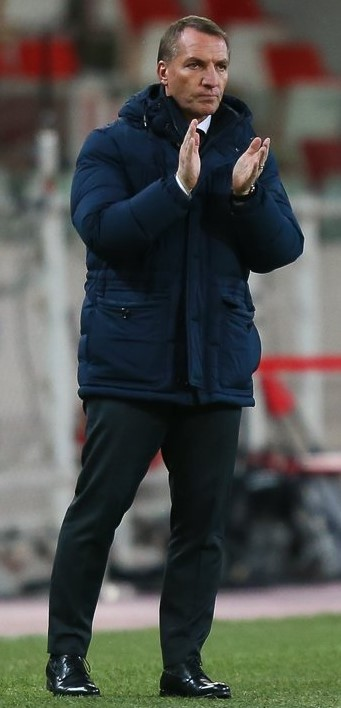
В октябре 2021 года

26 февраля 2019 года Роджерс стал главным тренером английского клуба «Лестер Сити», подписав контракт до 2022 года. После уверенного окончания сезона и яркого начала следующего чемпионата, руководство «лис» продлило контракт с Роджерсом до 2025 года. После этого специалист вошёл в тройку лидеров по заработной плате среди главных тренеров Премьер-лиге, уступая только Хосепу Гвардиоле и Жозе Моуринью.
19 января 2021 года «лисы» под руководством Роджерса возглавили турнирную таблицу Премьер-лиги после победы над «Челси» Фрэнка Лэмпарда со счётом 2:0, однако после нескольких успешных матчей «Манчестер Сити», команда Роджерса замыкает топ-3 чемпионата Англии.
18 апреля 2021 года Роджерс вывел «Лестер Сити» в первый за 52 года финал Кубка Англии и победил в турнире.
2 апреля 2023 года отправлен в отставку после серии неудачных результатов — команда оказалась в зоне вылета.

### Возвращение в «Селтик»
19 июня 2023 года Роджерс вернулся в «Селтик», подписав трёхлетний контракт и заменив ушедшего в «Тоттенхэм Хотспур» тренера Анге Постекоглу.

## Личная жизнь
Роджерс родился в Карнлохе, графство Антрим, в семье Малакая и Кристины Роджерсов. Его мать умерла в 2010 году, а 10 сентября 2011 года от рака скончался его отец. В их честь Роджерс совершил подъём на Килиманджаро в июне 2011 года, который проводился в рамках благотворительной акции Футбольной лиги по сбору средств для больных раком.
Брендан получил образование в Баллимине. Он говорит по-испански, а также изучает итальянский.
Брендан Роджерс разведён, от брака у него двое детей: дочь Миша и сын Антон. Его сын, Антон, родившийся в день рождения Брендана в 1993 году, является профессиональным футболистом, выступал за «Брайтон энд Хоув Альбион», а на данный момент играет за «Олдем Атлетик». До этого он выступал в молодёжных академиях «Рединга» и «Челси». Также он играл за сборную Ирландии до 17 лет.

## Тренерская статистика
| Команда     | Начало работы   | Завершение работы | И   | В   | Н   | П   | % побед |
| ----------- | --------------- | ----------------- | --- | --- | --- | --- | ------- |
| Уотфорд     | 24 ноября 2008  | 5 июня 2009       | 32  | 13  | 7   | 12  | 40,63   |
| Рединг      | 5 июня 2009     | 16 декабря 2009   | 23  | 6   | 6   | 11  | 26,09   |
| Суонси Сити | 16 июля 2010    | 30 мая 2012       | 96  | 43  | 20  | 33  | 044,79  |
| Ливерпуль   | 1 июня 2012     | 4 октября 2015    | 166 | 85  | 39  | 42  | 051,20  |
| Селтик      | 20 мая 2016     | 26 февраля 2019   | 169 | 118 | 25  | 26  | 069,82  |
| Лестер Сити | 26 февраля 2019 | 2 апреля 2023     | 204 | 92  | 42  | 70  | 045,10  |
| Селтик      | 19 июня 2023    | н. в.             | 103 | 71  | 17  | 15  | 068,93  |
| Итого       | Итого           | Итого             | 793 | 428 | 156 | 209 | 053,97  |

## Достижения

### Командные
«Суонси Сити»
- Победитель плей-офф Чемпионата Футбольной лиги: 2010/11

«Ливерпуль»
- Вице-чемпион Англии: 2013/14

«Селтик»
- Чемпион Шотландии (5): 2016/17, 2017/18, 2018/19, 2023/24, 2024/25
- Обладатель Кубка Шотландии (4): 2017, 2018, 2019, 2024
- Обладатель Кубка шотландской лиги (4): 2016/17, 2017/18, 2018/19, 2024/25
- Обладатель Кубка Глазго: 2017

«Лестер Сити»
- Обладатель Кубка Англии : 2020/21
- Обладатель Суперкубка Англии: 2021

### Личные
- Тренер месяца Чемпионата Футбольной лиги Англии: февраль 2011
- Тренер месяца английской Премьер-лиги (3): январь 2012, август 2013, март 2014
- Тренер года в Англии по версии LMA (Ассоциация тренеров лиги)[30]: 2013/14
- Тренер месяца в Чемпионате Шотландии (3): август 2016, декабрь 2016, апрель 2017
- Тренер года в Шотландии: 2016/2017